# Небрув
Небрув (пол. Niebrów) — село в Польщі, у гміні Томашув-Мазовецький Томашовського повіту Лодзинського воєводства.
Населення — 382 особи (2011).
У 1975-1998 роках село належало до Пйотрковського воєводства.

## Демографія
Демографічна структура станом на 31 березня 2011 року:
|          | Загалом | Допрацездатний вік | Працездатний вік | Постпрацездатний вік |
| -------- | ------- | ------------------ | ---------------- | -------------------- |
| Чоловіки | 176     | 38                 | 127              | 11                   |
| Жінки    | 206     | 46                 | 122              | 38                   |
| Разом    | 382     | 84                 | 249              | 49                   |